# Романченко Борис Тимофійович
Бори́с Тимофі́йович Рома́нченко (20 січня 1926, Бондарі, тепер Сумська область, Україна — 18 березня 2022, Харків, Харківська область, Україна) — український громадський діяч, в'язень чотирьох нацистських концтаборів. Помер внаслідок обстрілу житлових кварталів Харкова під час російського вторгнення в Україну.

## Життєпис

### Ранні роки
Борис Тимофійович Романченко народився 20 січня 1926 року в селі Бондарі під Сумами. З селянської родини, жив у рідному селі з батьками та двома сестрами. Разом з родиною Борис пережив голодомор. Початок німецько-радянської війни застав жителів села зненацька, і вони не встигли евакуюватися. Село було окуповане німцями, всіх чоловіків стали вивозити в Німеччину як робочу силу, щоб уникнути їх вступ в партизанські загони.

### В Німеччині

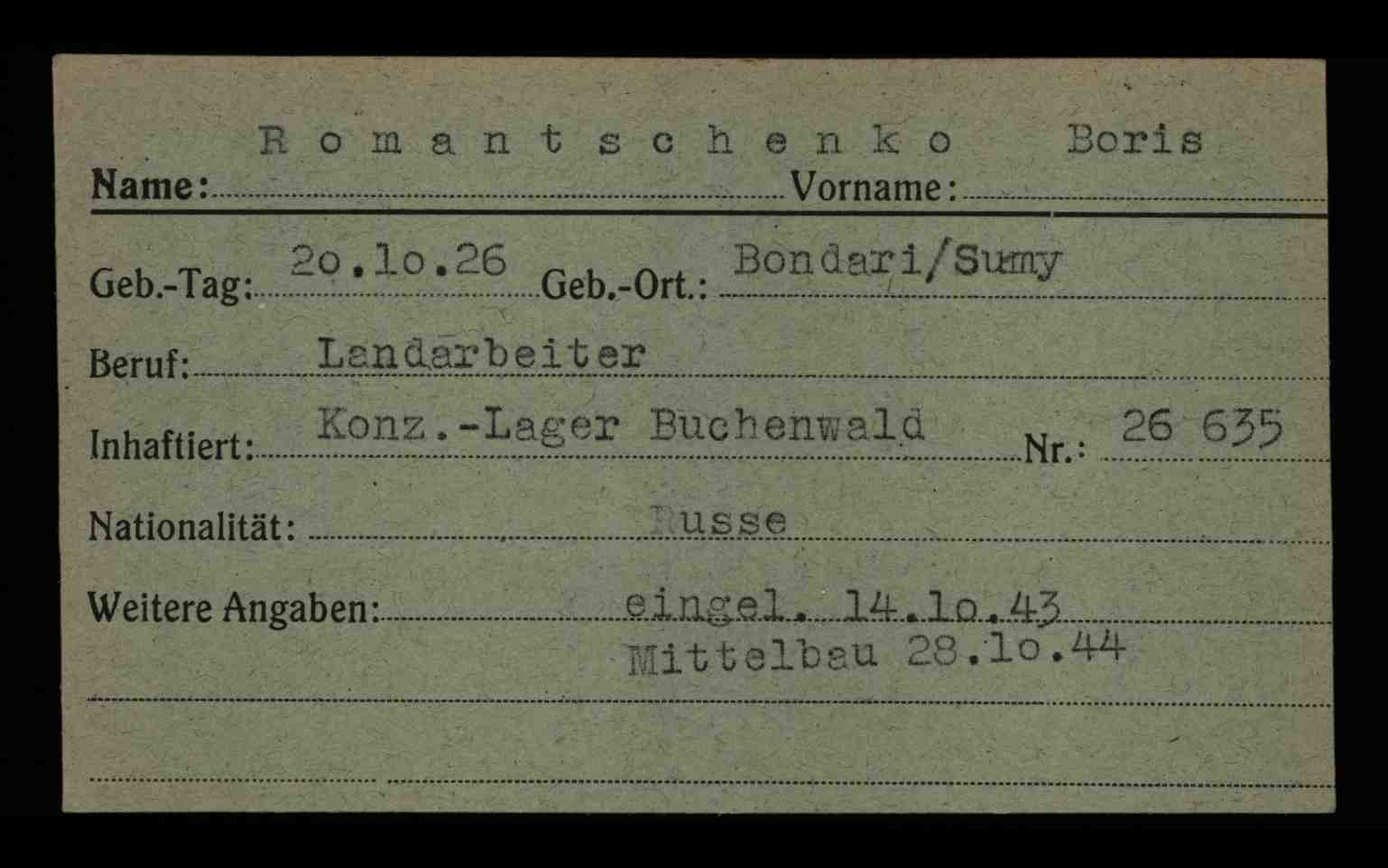
Картка в'язня Бухенвальду Романченко

У 1942 році у віці 16 років Романченко також був відправлений на роботи до Дортмунда, де трудився в шахті. Через кілька днів там сталася аварія, під час якої одна людина загинула, а Романченко разом з кількома іншими ув'язненими спробував втекти та сісти на поїзд, але невдало. У січні 1943 року Романченка було відправлено до концтабору Бухенвальд. Серед декількох десятків тисяч в'язнів Романченко до знемоги займався земельними роботами та перевезенням важких каменів, страждав від убогого харчування і не пристосованого до холодної та сирої погоди одягу.
Романченко видав себе за 22-річного, завдяки чому зміг перевестися до Пенемюнде, де велася робота над ракетною програмою «Фау-2». Пропрацювавши кілька місяців слюсарем, він разом зі своєю командою був відправлений в концтабір Дора-Міттельбау, де жив і працював у підземних тунелях. У березні 1945 року Романченка відправили в черговий концтабір — Берген-Бельзен, до моменту прибуття в який він важив тільки 39 кілограмів. Під кінець війни німці хотіли знищити всіх в'язнів табору, але якраз перед цим 14 квітня 1945 року Берген-Бельзен був звільнений британськими та американськими союзними військами. Вийшовши на свободу, Романченко пропрацював три місяці в радянській військовій адміністрації, потім вступив до лав Радянської армії і подальші п'ять років до 1950 року прослужив у Східній Німеччині, після чого у віці 24 років повернувся на батьківщину. В Україні Романченко здобув освіту гірничого інженера, закінчивши у 1959 році Харківський гірничий інститут; згодом працював на виробництві сільськогосподарської техніки, вийшовши на пенсію в 1997 році у віці 71 року. Був вдівцем, мав сина та онуку.

### Після війни
Переживши чотири нацистських концтабори, Романченко ділився своїми спогадами про ті події, сподіваючись, що таке більше ніколи не повториться. Він займався збереженням пам'яті про злочини нацизму, зокрема був віцепрезидентом (від України) Міжнародного комітету колишніх в'язнів Бухенвальд-Дора. Також Романченко неодноразово їздив на місце свого ув'язнення, відзначаючи, що хоч там і складно перебувати, це рідкісна можливість побачитися з тими, хто пережив табори. Останні роки Романченко жив у Харкові, в районі Північна Салтівка, в однокімнатній квартирі на восьмому поверсі багатоповерхового будинку. Він погано чув, страждав від болю в ногах, однак відмовлявся переїжджати та не виходив зі своєї квартири, побоюючись заразитися коронавірусом.

### Загибель
18 березня 2022 року під час вторгнення Росії в Україну район Харкова, де проживав Романченко, був обстріляний російською артилерією. У квартиру Романченка влучив снаряд і ветеран загинув. Йому було 96 років. За словами онуки, квартира згоріла повністю, а від Романченка «залишилися тільки кістки на сітці ліжка, як він і лежав». З огляду на те, що район перебуває під постійними обстрілами, міський голова Харкова Ігор Терехов доручив допомогти родині вивезти й поховати Романченка коштом міської ради. Смерть в'язня концтаборів прокоментував і президент України Володимир Зеленський, який зазначив, що Романченко «був убитий російським снарядом, який вдарив по звичайній харківській багатоповерхівці», у зв'язку з чим «Кожен день війни все очевидніше, що це в них така денацифікація».

## Міжнародний комітет Аушвіцу
Під час перебування у меморіалу Аушвіцу, Крістоф Гойбнер, виконавчий віцепрезидент Міжнародного комітету Аушвіцу, сказав:
|  | Для людей, які пережили Аушвіц і Голокост, смерть їхнього соратника та товариша по нацистських концентраційних таборах Бориса Романченка в Харкові, Україна, стала останнім сигналом до дії у злочинній війні, яку Путін та його наближені ведуть в Україні день у день. Ця війна зневажає пам'ять тих, хто вижив, вона намагається розділити та знищити спільноту тих, хто вижив в Україні, Польщі, Росії, Білорусі, Ізраїлі та в багатьох інших країнах світу. |

Єва Фагіді, котра пережила ув'язнення та якій було також 96 років, додала наступне:
|  | Все, заради чого ми жили після звільнення з таких концтаборів як: Аушвіц, Бухенвальд, Равенсбрюк та Заксенхаузен і протягом останніх десятиліть, заради чого ми виступали й чому ми ділилися своїми спогадами з молодими людьми в Європі — Путін і його генерали ганьблять все це. Люди завжди говорили, що ми, що вижили в таборах, — це совість усього світу. У Путіна немає совісті, він не має до нас жодного відношення, ганьба йому і його брехні. Наші думки в ці дні звернені до сім'ї Бориса Романченка і всім, хто пережив Голокост в Україні, які бояться за своє життя під російськими бомбами, але наші думки також звернені до батьків і близьких молодих російських солдатів, чиї життя Путін навмисне витрачає в цій війні, де вони загинули. |

Крістоф Гойбнер, співзасновник Міжнародного центру зустрічей молоді в Освенцимі, на закінчення підкреслив, що люди, які пережили Голокост, та їхні сім'ї, які рятуються від «путінських бомб», можуть знайти притулок та безпеку в Міжнародному центрі зустрічей молоді в Освенцимі, Польща.

## Вшанувати пам'ять
Місто Лейпциг (Німеччина) перейменували вулицю, на якій розташоване посольство Росії, на честь Романченка на «Борис-Романченко-штрассе».